# Jan Jiskra

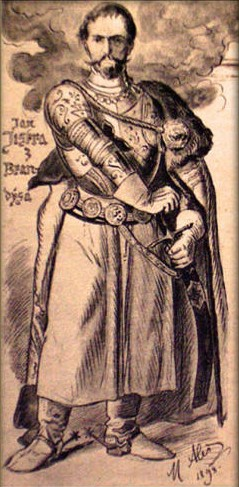
Jan Jiskra

Herb rodu Jiskra

Jan Jiskra (też J.J. z Brandysa, czes. Jan Jiskra z Brandýsa, słow. Ján Jiskra z Brandýsa, węg. János Giskra, niem. Johann Giskra von Brandeis; urodzony ok. 1400 r., zmarł ok. 1469 r.) – czeski szlachcic, katolik, jeden z najwybitniejszych XV-wiecznych dowódców wojskowych Europy Środkowej, strateg i dyplomata. Na czele oddziałów wojskowych, złożonych początkowo głównie z byłych husytów, przez długi czas działał – głównie na terenach dzisiejszej Słowacji – jako kondotier służący Habsburgom w ich staraniach o odzyskanie tronu węgierskiego dla Władysława Pogrobowca.

## Pochodzenie
Jan Jiskra urodził się prawdopodobnie w miejscowości Brandýs nad Orlicą. W XIII w. ród panów z Brandýsa podzielił się na dwie gałęzie, czeską i morawską. W 1274 r. bracia Jindřich i Vintíř uzyskali od biskupa ołomunieckiego ziemie położone niedaleko Przerowa na Północnych Morawach i stali się jego wasalami. Z kolei w XIV w. nadania rozległych majątków spowodowały wstąpienie synów Vintířa, tj. Miloty i Beneša, w służby potężnych panów z Kravař. Zapisy podają, że niejaki Alšík z Brandýsa, syn Miloty, był członkiem rodziny w 1372 r. Nie ma pewności, czy Alšík miał dzieci, wiemy jednak, iż był żonaty, bowiem wspólnie ze swoją żoną Agnieszką w 1391 r. obdarował klasztor w Fulneku darowizną. Przyjmuje się, że ów Alšík był ojcem Jana Jiskry, którego narodziny datuje się w okolicach 1400 r.

## Początki kariery wojskowej
Życie Jana Jiskry jest typowym przykładem drogi życiowej zawodowych żołnierzy i dowódców okresu późnego średniowiecza - zwanych z języka włoskiego kondotierami. Najprawdopodobniej od wczesnej młodości Jan Jiskra przygotowywał się do kariery wojskowej. Początkowo sztukę wojenną opanowywał w Italii – istnieją przypuszczenia, że przez pewien czas walczył w szeregach marynarki wojennej Republiki Weneckiej. Później walczył w szeregach husytów na terenie Czech. Po bitwie pod Lipanami (1434 r.) dowodził żołnierzami zwerbowanymi z byłych oddziałów husyckich (głównie taboryckich), walczącymi w służbie cesarza Zygmunta Luksemburskiego przeciw Turkom. W 1440 r. wstąpił w służby Elżbiety, matki nieletniego Władysława Pogrobowca.

## Kondotier królowej Elżbiety
W lipcu 1440 r. sejm w Budzie ogłosił królem Węgier Władysława Jagiellończyka, koronowanego następnie 17 lipca w Białogrodzie Królewskim. Zwolennicy Habsburgów nie uznali tej decyzji. Królowa Elżbieta uciekła z Węgier do Austrii, a obronę praw do korony swego syna Władysława powierzyła Janowi Jiskrze. Ten na czele ok. pięciotysięcznego wojska, składającego się w znacznej części z byłych żołnierzy wojsk husyckich, szybko zawładnął północną i zachodnią częścią ówczesnych Górnych Węgier. Obsadził przede wszystkim bogate górnicze miasta w dzisiejszej środkowej Słowacji: Bańską Bystrzycę, Bańską Szczawnicę i Kremnicę. Szczególną uwagą otoczył tę ostatnią: w kremnickiej mennicy w imieniu małoletniego króla kazał bić z wysokiej jakości złotego kruszcu dukaty, które zabezpieczały stabilność jego władzy. Następnie zajął Spisz i znaczną część wschodniej Słowacji, przecinając Władysławowi Jagiellończykowi najkrótsze i najwygodniejsze połączenia Węgier z Polską.

## W służbie Władysława Pogrobowca
Po śmierci królowej Elżbiety (1442) Jiskra został głównym dowódcą wojsk Władysława Pogrobowca. Z Władysławem Jagiellończykiem, który wszystkie swoje siły poświęcił bojom z Turkami, pozostawał w ciągle przedłużanych rozejmach. Po śmierci Władysława 10 listopada 1444 r. w bitwie pod Warną wszedł (wraz z m.in. Janem Hunyadym) w skład tzw. Rady Siedmiu, która miała rządzić Węgrami w imieniu Władysława Pogrobowca. W tym czasie Jiskra kontrolował już prawie całą dzisiejszą Słowację, a ośrodkami swej władzy uczynił Koszyce i zamek zwoleński.

## Walki z Janem Hunyadym
Po rozwiązaniu Rady Siedmiu w 1446 r. sejm oddał władzę na Węgrzech w ręce Hunyadyego jako regenta. Jan Jiskra pozostawał z nim w ciągłym stanie wojny, przerywanym jedynie krótkimi, taktycznymi rozejmami. W 1449 r. Jiskra pobił węgierskie wojska w bitwie na północ od Koszyc. W styczniu następnego roku Węgrzy zwołali do Budina sejm, na którym (31 marca 1450 r.) został zawarty pokój, a jego warunki potwierdził Jiskra własnym podpisem. Pokój jednak nie trwał długo i już w następnym roku wznowiono działania wojenne. Ich kulminacją była bitwa pod Łuczeńcem 7 września 1451 r., w której Jiskra ponownie zwyciężył oddziały Hunyadyego, a zamknięciem – kolejny pokój.
Kiedy w 1452 r. Władysław Pogrobowiec po osiągnięciu „wieku sprawnego” objął w końcu tron węgierski, a Hunyady zrzekł się regencji; rządy w imieniu 13-letniego króla przejęła liga magnacka z Ulrykiem, hrabią Cilli na czele. Pod jej naciskiem sejm pozbawił Jiskrę wszelkich dotychczasowych przywilejów i uprawnień. Jiskra opuścił Węgry.

## Śmierć
Data ani przyczyny śmierci Jana Jiskry nie są dotąd znane. Po raz ostatni jako żywy jest wymieniony w dokumencie z dnia 22 października 1468 r. W królewskim liście z dnia 6 lutego 1471 r. jest już wspomniany jako zmarły. W czasie z górą czterdziestu lat kariery wojskowej zdobył sławę wybitnego dowódcy. Eneasz Sylwiusz Piccolomini (późniejszy papież Pius II) zaliczył go do najwybitniejszych mężów swoich czasów i zamieścił w swym dziele pt. De viris illustribus.